# Nya Asfalt AB
Nya Asfalt AB var ett bolag som numera är en del av NCC.
Nya Asfalt AB grundades 1875.
När Axel Ax:son Johnson grundade AB Nynas Petroleum 1928 konstaterades att de tyngre produkterna från raffinaderiet i Nynäshamn kunde avsättas via Nya Asfalt AB och samma år blev detta ett bolag inom Johnsonsfären.
1960 hade Nya Asfalt 2 600 anställda och 1972 hade bolaget 3 400 anställda.  
1980 fusionerades Nya Asfalt AB, Svenska Väg AB och Johnson Construction Company AB (JCC) till ett gemensamt bolag under namnet Johnson Construction Company AB.